# Takht-e Kāshān
Takht-e Kāshān (persiska: Gardan Ţāq, Gardaneh Ţāqā, تخت کاشان, گردنه طاقا) är en ort i Iran.   Den ligger i provinsen Khuzestan, i den centrala delen av landet, 400 km söder om huvudstaden Teheran. Takht-e Kāshān ligger 833 meter över havet och antalet invånare är 444.
Terrängen runt Takht-e Kāshān är kuperad västerut, men österut är den bergig. Runt Takht-e Kāshān är det ganska tätbefolkat, med 56 invånare per kvadratkilometer. Närmaste större samhälle är Khong Ezhdehā, 16,5 km sydost om Takht-e Kāshān. Omgivningarna runt Takht-e Kāshān är i huvudsak ett öppet busklandskap.